# R–73
Az R–73 (NATO-kód: AA–11 Archer) szovjet, infravörös önirányítású légi közelharc-rakéta, melyet az 1980-as évek második felére fejlesztettek ki, elsősorban az elavuló R–60 leváltására. A MiG–29 és a Szu–27 repülőgépek fedélzeti fegyvere, utólag a MiG–23MLD-ken is rendszerbe állították. A rakétát még napjainkban is gyártja a grúziai Tbilaviamseni repülőgépgyár.
Az egyik első olyan rendszerbe állított légiharc-rakéta, melyen a kormányzást tolóerővektor-irányítással oldják meg. A repülőgép hossztengelyéhez képest nagy szögeltéréssel is indítható, ilyenkor a cél megjelölését a repülőgép fedélzeti rádiólokátora helyett a Sjel sisakcélzóval végzi a pilóta.
A rakéta a Magyar Honvédség MiG–29-esein hadrendben állt. A Luftwaffe a Keletnémet Légierő MiG–29-eseivel hozzájutott a rakétához, amelyet nagyon korszerű fegyvernek ítéltek, és részben a vele szerzett kedvező tapasztalatok vezettek az AIM–2000 IRIS–T kifejlesztéséhez.

## Külső hivatkozások
- Р-73 – Az Ugolok Nyeba repülő-enciklopédia cikke (oroszul)